# Izeniola potanini
Izeniola potanini är en tvåvingeart som först beskrevs av Fedotova 1982.  Izeniola potanini ingår i släktet Izeniola och familjen gallmyggor.
Artens utbredningsområde är Kazakstan. Inga underarter finns listade i Catalogue of Life.